# Théâtre Ādolfs Alunāns de Jelgava
Le théâtre Ādolfs Alunāns de Jelgava (en letton : Ādolfa Alunāna Jelgavas teātris) est un théâtre professionnel en Lettonie qui a été inauguré le 11 novembre 1959. Son nom s'inspire d'Alunāna teātris – le théâtre professionnel fondé par Ādolfs Alunāns qui a existé dans cette ville de 1894 à 1904. Le bâtiment se situe au numéro 6, rue Krišjāņa Barona, à Jelgava. La troupe compte environ 40 personnes dont le répertoire présente trois nouveaux spectacles chaque année. Les représentations se déroulent en langue lettone,.

## Historique
En 1940-1941, le directeur artistique du théâtre est Ēvalds Valters. 